# ASB Classic 2015
ASB Classic 2015 byl tenisový turnaj pořádaný jako součást ženského okruhu WTA Tour, který se hrál na dvorcích s tvrdým povrchem v areálu ASB Tennis Centre. Konal se mezi 5. až 10. lednem 2015 v největším novozélandském městě Aucklandu jako jubilejní 30. ročník turnaje.
Událost s rozpočtem 250 000 dolarů patřila do kategorie WTA International Tournaments. Nejvýše nasazenou hráčkou ve dvouhře se stala osmá tenistka světa Caroline Wozniacká z Dánska. Singlovou soutěž vyhrála Američanka Venus Williamsová a deblovou část opanoval italský první pár světa Sara Erraniová a Roberta Vinciová.

## Distribuce bodů a finančních odměn

### Distribuce bodů
| Soutěž  | vítězky | finalistky | semifinalistky | čtvrtfinalistky | 16 v kole | 32 v kole | Q  | Q3 | Q2 | Q1 |
| ------- | ------- | ---------- | -------------- | --------------- | --------- | --------- | -- | -- | -- | -- |
| dvouhra | 280     | 180        | 110            | 60              | 30        | 1         | 18 | 14 | 10 | 1  |
| čtyřhra | 280     | 180        | 110            | 60              | 1         |           |    |    |    |    |

### Finanční odměny
| Soutěž                                | vítězky | finalistky | semifinalistky | čtvrtfinalistky | 16 v kole | 32 v kole | Q3     | Q2   | Q1   |
| ------------------------------------- | ------- | ---------- | -------------- | --------------- | --------- | --------- | ------ | ---- | ---- |
| dvouhra                               | $43 000 | $21 400    | $11 300        | $5 900          | $3 310    | $1 925    | $1 005 | $730 | $530 |
| čtyřhra                               | $12 300 | $6 400     | $3 435         | $1820           | $960      |           |        |      |      |
| částky ve čtyřhře jsou uváděny na pár |         |            |                |                 |           |           |        |      |      |

## Ženská dvouhra

### Nasazení
| Stát                         | Hráčka                     | WTA | Nasazení |
| ---------------------------- | -------------------------- | --- | -------- |
| Dánsko                       | Caroline Wozniacká         | 8.  | 1.       |
| Itálie                       | Sara Erraniová             | 14. | 2.       |
| Spojené státy                | Venus Williamsová          | 19. | 3.       |
| Rusko                        | Světlana Kuzněcovová       | 25. | 4.       |
| Česko                        | Barbora Záhlavová-Strýcová | 26. | 5.       |
| Spojené státy                | Sloane Stephensová         | 35. | 6.       |
| Spojené státy                | Coco Vandewegheová         | 38. | 7.       |
| Německo                      | Mona Barthelová            | 41. | 8.       |
| Žebříček WTA k 5. lednu 2015 |                            |     |          |

### Jiné formy účasti
Následující hráčky obdržely divokou kartu do hlavní soutěže:
- Taylor Townsendová

Následující hráčky si zajistily postup do hlavní soutěže v kvalifikaci:
- Julia Glušková
- Lucie Hradecká
- Urszula Radwańská
- Anna Tatišviliová

## Ženská čtyřhra

### Nasazení
| Stát                                                                         | Hráčka            | Stát    | Hráčka                 | WTA1) | Nasazení |
| ---------------------------------------------------------------------------- | ----------------- | ------- | ---------------------- | ----- | -------- |
| Itálie                                                                       | Sara Erraniová    | Itálie  | Roberta Vinciová       | 2.    | 1.       |
| Česko                                                                        | Andrea Hlaváčková | Česko   | Lucie Hradecká         | 37.   | 2.       |
| Německo                                                                      | Julia Görgesová   | Německo | Anna-Lena Grönefeldová | 76.   | 3.       |
| Japonsko                                                                     | Šúko Aojamová     | Česko   | Renata Voráčová        | 108.  | 4.       |
| Žebříček WTA k 29. prosinci 2014; číslo je součtem umístění obou členek páru |                   |         |                        |       |          |

### Jiné formy účasti
Následující páry obdržely divokou kartu do hlavní soutěže:
- Rosie Cheng /  Katherine Westburyová
- Marina Erakovicová /  Mónica Puigová

## Přehled finále

### Ženská dvouhra
- Venus Williamsová vs.  Caroline Wozniacká, 2–6, 6–3, 6–3

### Ženská čtyřhra
- Sara Erraniová /  Roberta Vinciová vs.  Šúko Aojamová /  Renata Voráčová, 6–2, 6–1